# Michael Sussman
Michael Sussman (* 22. Juni 1967 in Philadelphia, Pennsylvania, USA) ist ein US-amerikanischer Drehbuchautor und Filmproduzent.

## Karriere
Michael Sussman, der oft als Mike Sussman in den Credits Erwähnung findet, begann seine Arbeit als Story Editor an der 7. und finalen Staffel von Star Trek: Raumschiff Voyager. Gleichzeitig war Sussman am Schreiben von 11 Drehbüchern der Science-Fiction-Serie beteiligt. Als begonnen wurde, die fünfte Spin-off-Serie Star Trek: Enterprise zu produzieren, begann Sussman als Koproduzent, und ab der dritten Staffel als Produzent, zu arbeiten. Gleichzeitig schrieb er in Zusammenarbeit mit Phyllis Strong 22 Episoden der Serie.
Um ihn für seine Bemühungen zu ehren, ließ in Executive Producer Rick Berman im Verlauf der vierten Staffel kurz auch vor die Filmkamera. Er verkörperte ein totes Mannschaftsmitglied. Im Jahr 2005 arbeitete Sussman als Herstellungsleiter und Autor an der ebenfalls dem Science-Fiction-Genre zugehörigen Fernsehserie Nemesis – Der Angriff. Seit 2012 ist er mit Kenneth Biller als Schöpfer, Executive Producer und Drehbuchautor an der TNT-Krimiserie Perception beteiligt.